# Comté de Page (Iowa)
Pour le comté de Virginie, voir Comté de Page (Virginie).
Le comté de Page est un comté de l'État de l'Iowa, aux États-Unis.